# Manimi
I Manimi furono un'antica tribù germanica orientale. Secondo lo storico romano Tacito facevano parte del popolo dei Lugi, di una delle cinque tribù più potenti. Vivevano tra i fiumi Oder e Vistola.
Sembra, inoltre, siano quegli "Atmonoi", citati da Strabone, quale ramo dei Bastarni, o i "Lougoi Omanoi" citati da Claudio Tolomeo.